# 아들

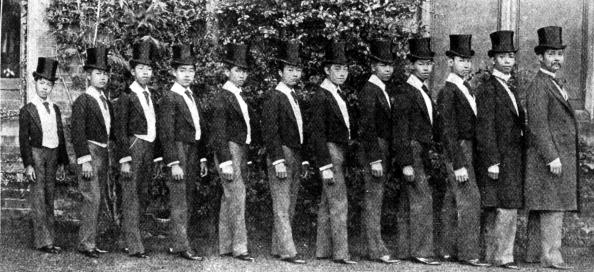
1897년 시암의 쭐랄롱꼰 왕(맨 오른쪽)과 32명의 아들 중 11명이 이튼 칼리지에 있었다.

아들은 남성이 자신의 부모로부터 불리는 호칭이다. 반의어는 딸이다.

## 사회문제
산업화 이전 사회와 현재 농업 기반 경제를 갖고 있는 일부 국가에서는 딸보다는 아들에게 더 높은 가치가 부여되었고, 지금도 그렇다. 남성은 육체적으로 더 강하고 농사일을 더 효과적으로 수행할 수 있기 때문에 남성에게 더 높은 사회적 지위를 부여한다.
중화인민공화국에서는 급격한 인구 증가에 대응하기 위해 2015년까지 계획생육정책을 시행했다. 공식 출생 기록에 따르면 이 정책이 법으로 제정된 이후 남성 출생률이 증가한 것으로 나타났다. 이는 불법적인 성선택 낙태 관행과 널리 퍼진 여성 출산에 대한 과소신고 등 여러 가지 요인에 기인한다.
부계제에서는 관습적으로 아들이 딸보다 먼저 재산을 상속받는다.
일부 문화권에서는 장남이 특별한 특권을 갖는다. 예를 들어, 성경시대에는 맏아들이 아버지로부터 가장 많은 재산을 물려받았다.

## 기독교 상징주의
그리스도인들 사이에서 "아들", 즉 하나님의 아들은 예수 그리스도를 가리킨다. 삼위일체 기독교인들은 예수를 성자 하나님으로 알려진 삼위일체의 제2위 하나님의 인간 화신으로 본다. 복음서에서 예수께서는 때때로 자신을 사람의 아들이라고 호칭했다.

## 같이 보기
- 가족
  - 어머니
  - 아버지
  - 딸
    - 할머니
      - 할아버지